# 씽크밴티지 테크놀로지스
씽크밴티지 테크놀로지스(ThinkVantage Technologies)는 총소유비용을 줄이기 위한 시스템 유틸리티 집합으로 레노버 브랜드 데스크톱과 노트북 컴퓨터를 대상으로 한다.

## 유틸리티
- Access Connections: 이더넷, 무선LAN, 무선WAN 간 네트워크 연결을 그래픽적으로 안전하게 관리, 전환한다.
- Lenovo Mobile Broadband Activation: 윈도우 7, 윈도우 비스타, 윈도우 XP 노트북의 모바일 브로드밴드 활성화를 지원한다.
- Active Protection System: 노트북의 스피닝플래터 하드 드라이브를 중단하기 위한 가속도계를 활성화한다.
- Password Manager: 웹사이트와 윈도우 애플리케이션을 위한 사용자 로그인 정보를 저장하고 차후 개별 사이트와 애플리케이션별로 암호 자동 채우기를 지원한다.
- Client Security Solution: 암호, 암호화 키, 전자 자격정보를 관리한다.
- Fingerprint Software: 내장된 지문 인식기를 위한 생체 데이터를 관리한다.
- GPS: 윈도우 XP, 비스타, 7 컴퓨터에서 GPS를 사용한다.
- LANDesk for ThinkVantage: 클라이언트 관리용.
- Productivity Center: 온라인 문서화 및 도구에 접근한다.
- Power Manager: 윈도우 XP, 비스타, 7 씽크패드 노트북 및 윈도우 XP, 비스타, 7, 8 데스크톱에서의 전력 사용률을 관리한다.
- ThinkPad Help Center: 씽크밴티지 제품군을 위한 사용자 가이드에 접근한다.
- Access Help online User's Guide: 도움말 문서의 온라인 데이터베이스를 검색한다.
- Secure Data Disposal: 기밀 정보를 파기한다.
- System Update: 설치 방식을 선택하는 등 업데이트를 관리한다.[2]
- Base Software Administrator: 레노버에 미리 적재된 프로그램을 사용자에 맞게 설정한다.
- Lenovo QuickLaunch: 윈도우의 시작 메뉴의 단순화된 커스터마이즈된 버전을 제공한다.
- Lenovo Solution Center: 씽크밴티지 제품군과 윈도우 7, 8의 특정 시스템 유지 작업을 관리한다.
- Lenovo SimpleTap for Windows 7: 터치를 지원하는 씽크패드 및 태블릿, 또 멀티터치 스크린이 포함된 특정 씽크센터 시스템의 온스크린 타일에 쉽게 접근할 수 있게 한다.

## 역사
2002년 IBM은 이 도구들을 씽크 캠페인의 일부로 승격시켰으며 IBM 컴퓨터들을 더 쉽게 사용할 수 있게 하고 재해로부터 더 빠르게 복구하라 수 있다는 확신을 주입시키기 위해 고안되었다.
2004년에 IBM은 유틸리티들 중 2개를 제공하였다.(Rescue and Recovery with Rapid Restore, IBM System Migration Assistant) 이는 IBM이 아닌 시스템에 사용할 수 있도록 별도 판매된다.